# غراندي فورشي
غراندي فورشي (بالإنجليزية: Grande Fourche)‏ هو أحد جبال سلسلة كتلة مونت بلاك وجزء من القمة الأم أيغويلي دو تشاردونيت يقع في كانتون فاليز، سويسرا. يبلغ ارتفاع الجبل حوالي 3610 متر، بينما يبلغ ارتفاع نتوء الجبل 275 متر.